# Струер (муніципалітет)
Струер (дан. Struer) — муніципалітет у регіоні Центральна Ютландія королівства Данія. Площа — 246.2 квадратних кілометрів. Адміністративний центр муніципалітету — місто Струер.

## Населення
У 2012 році населення муніципалітету становило 22 098 осіб.